# Promenaea stapelioides
Promenaea stapelioides är en orkidéart som först beskrevs av Heinrich Friedrich Link och Christoph Friedrich Otto, och fick sitt nu gällande namn av John Lindley. Promenaea stapelioides ingår i släktet Promenaea och familjen orkidéer. Inga underarter finns listade i Catalogue of Life.

## Bildgalleri

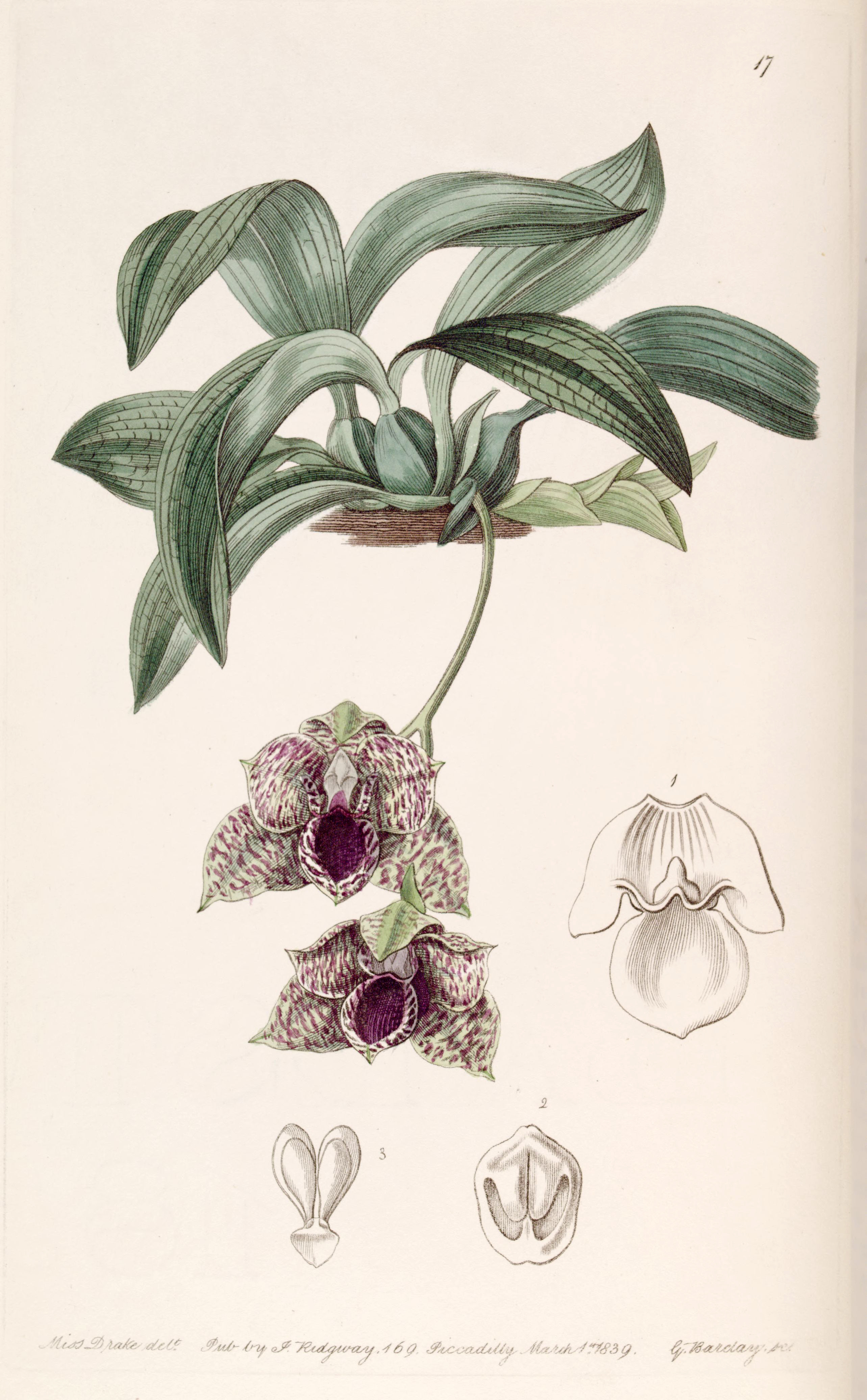
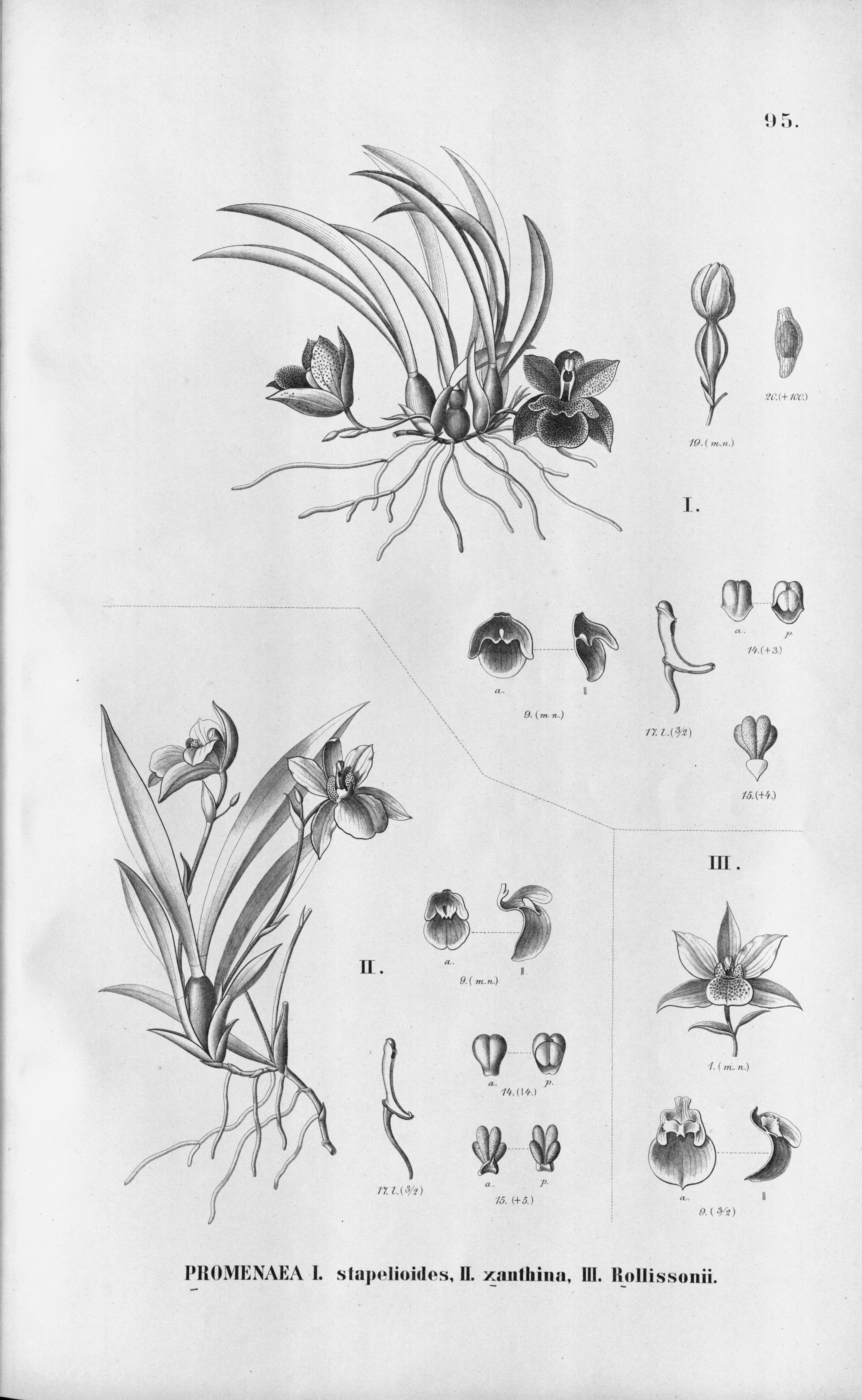
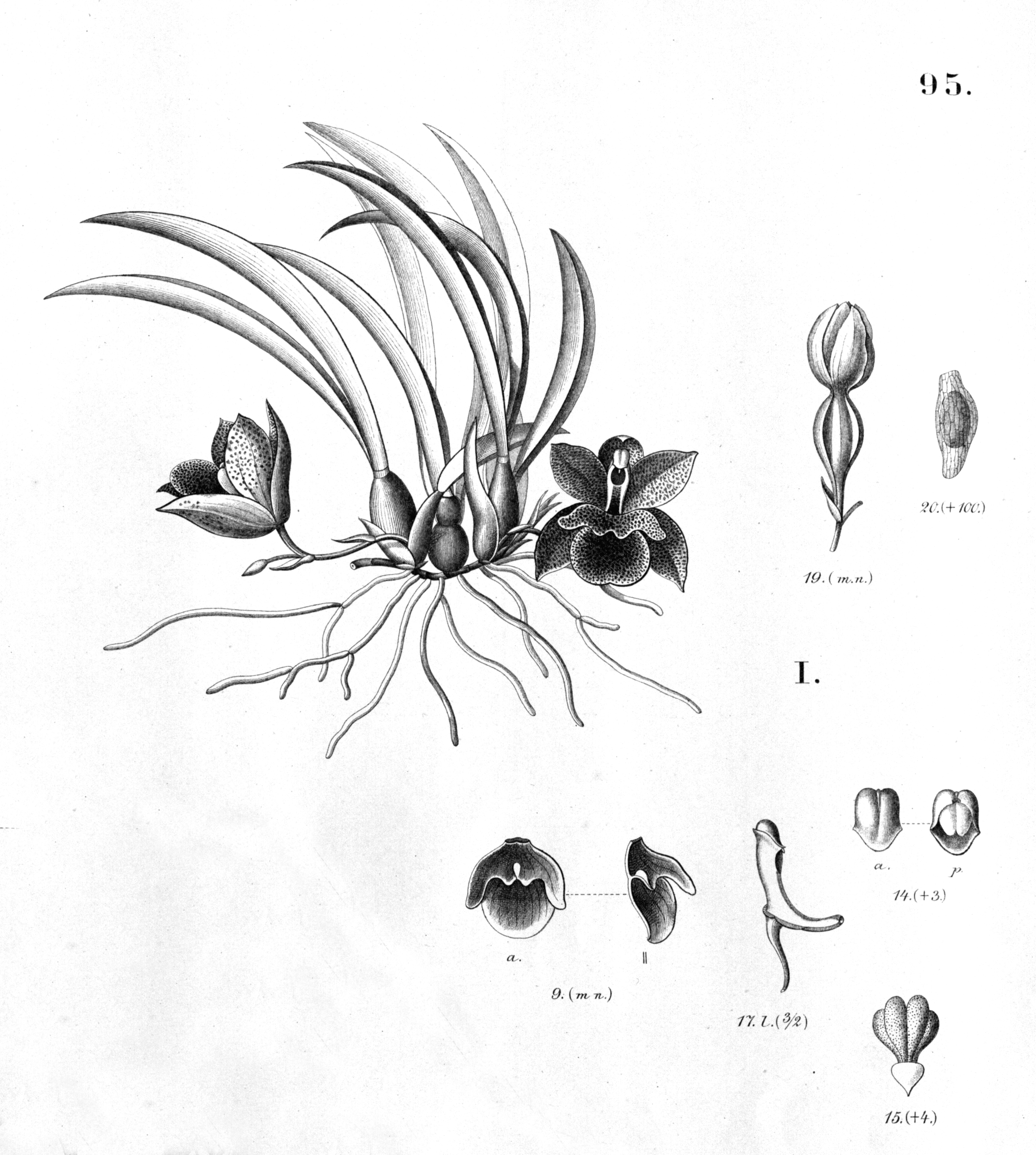